# Rudiànskoie
Rudiànskoie (en rus: Рудянское) és un poble de l'óblast de Sverdlovsk, a Rússia, segons el cens del 2010 tenia 1.013 habitants.